# Хорремдех
Хорремдех (перс. خرم‌ده‎) — село на севере Ирана, в остане Тегеран. Входит в состав шахрестана Демавенд. Является частью дехестана (сельского округа) Терруд бахша Меркези.

## География
Село находится в восточной части остана, в долине реки Рудханейе-Демавенд, к югу от автодороги 79, на расстоянии приблизительно 4 километров (по прямой) к юго-юго-западу от города Демавенд, административного центра шахрестана. Абсолютная высота — 1712 метров над уровнем моря.

## Население
По данным переписи 2006 года население села составляло 80 человек (46 мужчин и 34 женщины). В Хорремдехе насчитывалось 21 домохозяйство. Уровень грамотности населения составлял 71,3 %. Уровень грамотности среди мужчин составлял 69,6 %, среди женщин — 73,5 %.
В 2016 году в селе имелось 69 домохозяйств и проживало 228 человек (107 мужчин и 121 женщина).
Среди жителей распространён диалект демавенди мазандеранского языка.